# Erika Borchardt
Erika Borchardt (* 22. April 1944 in Buk oder dem nahegelegenen Großdorf, heute Wielka Wieś, Gmina Buk) ist eine deutsche Schriftstellerin und Herausgeberin.

## Leben und Wirken
Erika Borchardt lernte in der DDR Fachverkäuferin für Lebensmittel. Als Lehramtsanwärterin nahm sie ein kombiniertes Direkt- und Fernstudium für Mathematik und Technisches Zeichnen auf. Danach war sie im Kulturbereich tätig und studierte im Fernstudium vier Jahre Kultur- und Leitungswissenschaft sowie weitere fünf Jahre Kulturwissenschaft mit dem Abschluss als Diplom-Kulturwissenschaftlerin.
In Jena arbeitete sie zehn Jahre lang als Direktorin des Stadtkabinetts für Kulturarbeit, war verantwortlich für das Rahmenmanagement von rund 600 Volkskunstgruppen und Einzelschaffenden. Sie organisierte dort u. a. die ersten DDR-weiten Chorsinfonischen Festtage. Über ein Jahrzehnt war sie wissenschaftliche Mitarbeiterin im Schlossmuseum Schwerin. Sie war Mitbegründerin des Vereins der Freunde des Schweriner Schlosses sowie des Kulturvereins Sagenland Mecklenburg-Vorpommern e. V.
Erika Borchardt ist Autorin von wissenschaftlichen Arbeiten zur mecklenburgischen Kulturgeschichte und mehreren Erzählbüchern, vor allem mit Petermännchen-Geschichten. Daneben verfasste sie Hör- und Puppenspiele sowie ein Bühnenstück. Sie lebt in Schwerin. Literarisch arbeitet sie mit ihrem Ehemann, dem Schriftsteller und Herausgeber Jürgen Borchardt, zusammen.

## Werke
- Wie Petermännchen zu Hut und Stelzen kam. Landesverlags- und Druckgesellschaft mbH Mecklenburg & Co. KG, Schwerin, 1990
- Petermännchen. Der verwunschene Prinz. Landesverlags- und Druckgesellschaft mbH Mecklenburg & Co. KG, Schwerin, 1991
- Mecklenburgs Herzöge. Ahnengalerie Schloß Schwerin. (gemeinsam mit Jürgen Borchardt). Demmler-Verlag, Schwerin, 1991
- Petermännchen. Der Schweriner Schloßgeist. (gemeinsam mit Jürgen Borchardt). Landesverlags- und Druckgesellschaft mbH Mecklenburg & Co. KG, Schwerin, 1991 (3. erw. Auflage: Edition digital, Godern, 2007), ISBN 978-3-931646-30-1
- Petermännchen. Der geheimnisvolle Zwerg. (gemeinsam mit Jürgen Borchardt). Stock & Stein Verlag. Schwerin 1994. ISBN 978-3-910179-32-5
- Der habgierige Fischer. Puppenspiel, Uraufführung 1995
- Bei Petermännchen zu Gast. Hörspiel, Erstsendung NDR 4, 1995
- Im Paradies des Verkehrsteufels. De Verkiehrsdüwel. Theaterstück Edition digital, Schwerin, 1997. ISBN 978-3-931646-18-9
- Schloss Basthorst. Architektur und Geschichte. Schwerin, 2004.
- Das sagenhafte Schwerin. Ein Wanderführer.  (gemeinsam mit Jürgen Borchardt). Edition digital, Godern, 2006. ISBN 978-3-00-018508-3
- Sagenhafte Orte. Um den Schweriner See. Der Wanderführer. (gemeinsam mit Jürgen Borchardt). Edition digital, Godern, 2007 (3. Aufl. 2011). ISBN 978-3-931646-33-2
- Zwei Kahnschnecken voller Gold,. Sagengeschichten aus Pinnow, Godern und Raben Steinfeld. (gemeinsam mit Jürgen Borchardt). Edition digital, Godern, 2009. ISBN  978-3-931646-32-5
- Der Schweriner Schlossgeist Petermännchen. Die schönsten Sagen und Geschichten, Teil 1 (gemeinsam mit Jürgen Borchardt). Edition digital, Pinnow, 2017. ISBN  978-3-95655-788-0
- Erde, Blut und Rote Rüben. Petermännchen als Prophet – Weissagung und Wirklichkeit. Die schönsten Sagen und Geschichten, Teil 2 (gemeinsam mit Jürgen Borchardt). Edition digital, Pinnow, 2019. ISBN  978-3-95655-887-0
- Petermännchen will König werden. Seltsame Geschichten um seine Erlösung. Die schönsten Sagen und Geschichten, Teil 3 (gemeinsam mit Jürgen Borchardt). Edition digital, Pinnow, 2019. ISBN  978-3-95655-881-8

## Herausgaben
- Das blaue Licht. Grimms Märchen aus Mecklenburg. (gemeinsam mit Jürgen Borchardt). Stock & Stein Verlag, Schwerin, 1994. ISBN 978-3-910179-45-5
- Das Geheimnis der Felsengrotte. Sagen aus Schwerin und Umgebung. (gemeinsam mit Jürgen Borchardt). Edition digital, Schwerin, 1996. ISBN 978-3-931646-16-5